# Yli-Ii
 Yli-Ii (en sueco:  Överijo) es un barrio de Oulu y anterior municipio finlandés fundado en 1924 dentro de la provincia de Oulu. A partir de 2013 forma parte de la ciudad de Oulu.
Cuenta con un museo de prehistoria: Kierikkikeskus.